# گربه‌ماهی چشم‌بلوری
گربه‌ماهی چشم‌بلوری (نام علمی: Hemibagrus wyckii) نام یک گونه از سرده کیسه‌ماهی‌های خاوردور است.